# 五礦發展
五矿发展股份有限公司（Minmetals Development Co., Ltd.），业务范围涵盖冶金原材料贸易、钢材贸易、仓储加工配送、口岸物流服务、供应链金融、招标服务、电子商务等黑色金属产业链，属于中国五矿旗下的子公司。

## 阿里创投收购五矿电商股权案
2012年5月，五矿发展在北京注册成立全资子公司五矿电商。2015年11月27日，阿里创投与五矿发展和北京海立云垂投资管理中心签署《增资协议》、《股东协议》，取得五矿电商44%股权，并取得共同控制权。2020年3月，阿里巴巴退出钢铁B2B公司五矿电商。2021年4月19日，国家市场监督管理总局对其与阿里巴巴设立合营企业五矿电子商务有限公司的交易涉嫌构成违法实施经营者集中，予以立案调查。2021年7月7日，市场监管总局根据《中华人民共和国反垄断法》对杭州阿里创业投资有限公司处以50万元人民币罚款。